# نهائي الكأس السوفيتي 1936
نهائي الكأس السوفيتي 1936 هي المباراة النهائية من منافسة، أقيمت المباراة في 28 أغسطس 1936، في ملعب سنترال دينامو، وفاز فيها لوكوموتيف موسكو، بنتيجة -، وحضر المباراة 22500 شخصاً.

## تفاصيل المباراة
لعبت المباراة النهائية في 28 أغسطس 1936.
|                 | - |                 |
| --------------- | - | --------------- |
| No ID 18 دقيقة' |   | No ID 18 دقيقة' |